# Randlev Præstegård
Randlev Præstegård ligger i Over Randlev (Odder Kommune, Århus Amt) ved Randlev Kirke. Den nuværende bygning fra 1749 er fredet.
Præstegården består af et stuehus mod nord, en tidligere vinkelbygget avlsbygning mod vest og et mindre hus mod øst.  Avlsgården bestod oprindeligt også af en lang østlænge og en sydlænge. I 1920erne blev sydlængen og største dele af den østlige længe revet ned. Kun en del af østlængens nordlige del blev bevaret og ombygget til den mindre bolig.
De tre bygninger er opført i én etage af sorttjæret bindingsværk med hvidkalkede tavle.
Den store præstegårdshave med frugttræer samler alle bygningerne. Hertil kommer pigstenskanterne omkring den vestlige længe og muren af marksten ind til kirkegården.
Steen Steensen Blichers far Niels Blicher (1748-1839) var præst ved Randlev Kirke fra 1796 til 1823. I denne periode var gården hans ungdomshjem og de boede sammen på Randlev Præstegård fra 1811 til 1819, hvor Steen Steensen Blicher var præstegårdsforpagter.
Den 23 april 1749 brændte præstegården på grund af en mordbrand. Steen Steensen Blicher benyttede den dramatiske begivenhed i sin novelle “En jydsk Mordbrandhistorie” fra 1842.